# يوفان مورفسكي
يوفان مورفسكي (بالصربية: Jovan Markoski)‏ (23 يونيو 1980 ببلغراد في إقليم القائد العسكري في صربيا - ) هو لاعب كرة قدم صربي في مركز الوسط. شارك مع منتخب صربيا تحت 21 سنة لكرة القدم ومنتخب صربيا والجبل الأسود لكرة القدم. أما مع النوادي، فقد لعب مع النجم الأحمر بلغراد وملادوست لوتشاني ونابريداك كروشيفاتس ونادي فورسكلا بولتافا ونادي فودوفاك ‏ وFK Radnički Obrenovac ‏ وFK Železnik ‏ ونادي زيتا غلوبوفاك.

## وصلات خارجية
- يوفان مورفسكي على موقع الاتحاد الأوربي (الإنجليزية)
- يوفان مورفسكي على موقع اتحاد أوكرانيا (الإنجليزية)
- يوفان مورفسكي على موقع قاعدة بيانات كرة القدم.إي يو (الإنجليزية)
- يوفان مورفسكي على موقع ناشيونال فوتبول تيمز (الإنجليزية)
- يوفان مورفسكي على موقع Soccerway.com (الإنجليزية)
- يوفان مورفسكي على موقع عالم كرة القدم.نت (الإنجليزية)